# Répartiteur de trains
Un répartiteur de trains est un agent chargé de la gestion du trafic ferroviaire.

## Description
Le répartiteur de train est chargé de l’exploitation sécuritaire et efficace du chemin de fer sur le territoire qui lui est attribué.